# Burrito
Burrito (tiếng Anh: /bəˈriːtoʊ/, tiếng Tây Ban Nha: [buˈrito] ⓘ) là một món ăn trong ẩm thực Mexico. Bánh gồm lớp vỏ bên ngoài làm bằng bột mì trộn ngô rán, bọc bên trong là phần nhân bánh, có thể có thịt, trứng gà, rau sống, cà chua, dưa chuột và các loại sốt, tương ớt kèm theo.

## Từ nguyên
Burrito trong tiếng Tây Ban Nha có nghĩa là ''chú lừa con". Nguồn gốc tên gọi này được coi là xuất phát từ việc chiếc bánh có nhân thập cẩm, nhiều nguyên liệu, giống như một con lừa có thể chở nhiều thứ trên lưng.

## Lịch sử
Phiên bản sơ khai của burrito ra đời từ khoảng năm 10.000 TCN, khi người dân vùng Trung Bộ châu Mỹ ở Mexico dùng những miếng bánh bột mì ngô để gói thức ăn, kèm thêm các loại rau quả như ớt, cà chua, nấm, bí, bơ. Ở vùng tây nam nước Mỹ, những người dân vùng Pueblo cũng dùng bánh bột mì để cuộn thịt, đậu giống như như burrito ngày nay. Tuy vậy một số ý kiến cho rằng món ăn này giống phiên bản sơ khai của bánh taco hơn là burrito.

## Hình ảnh

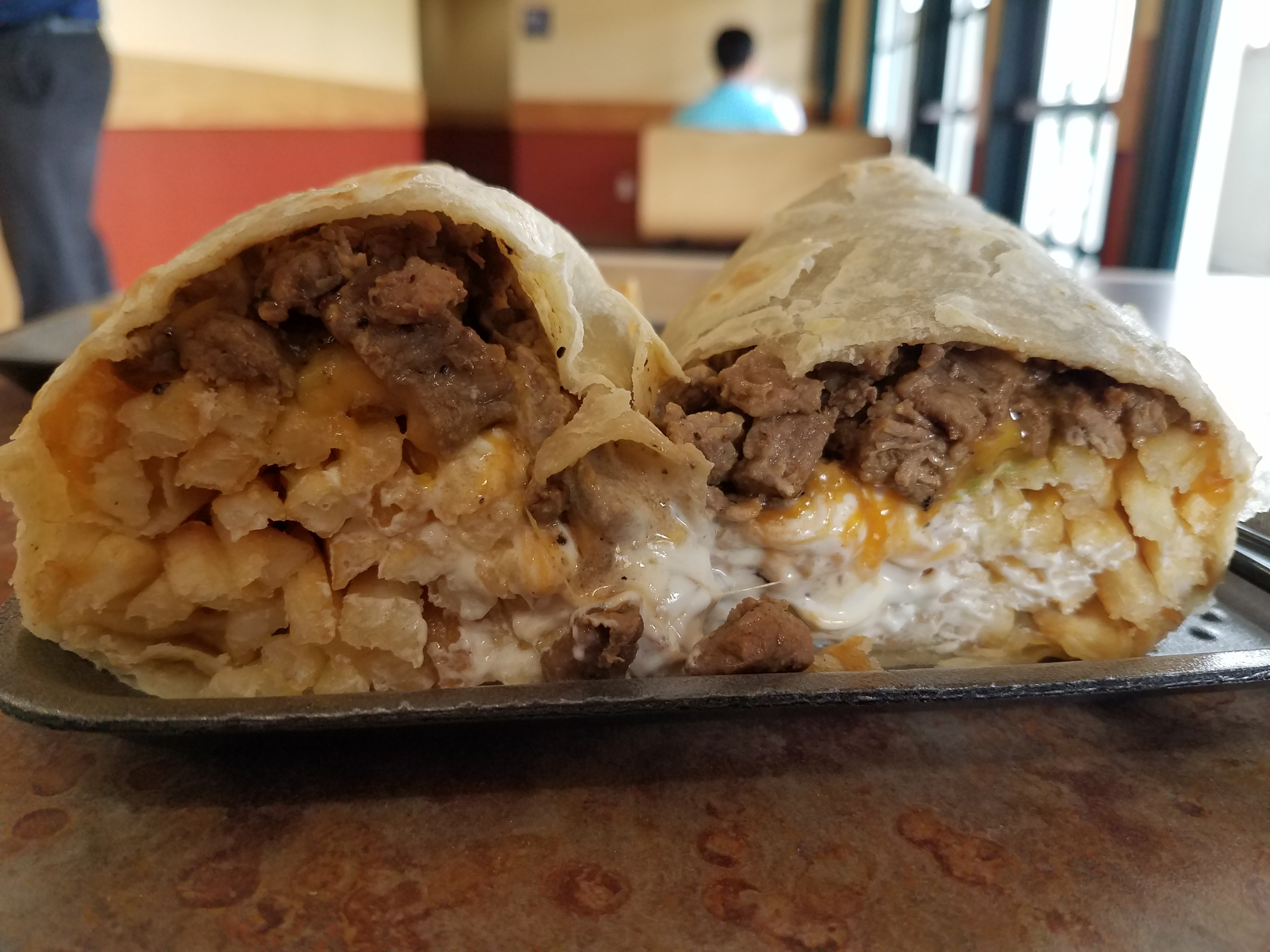
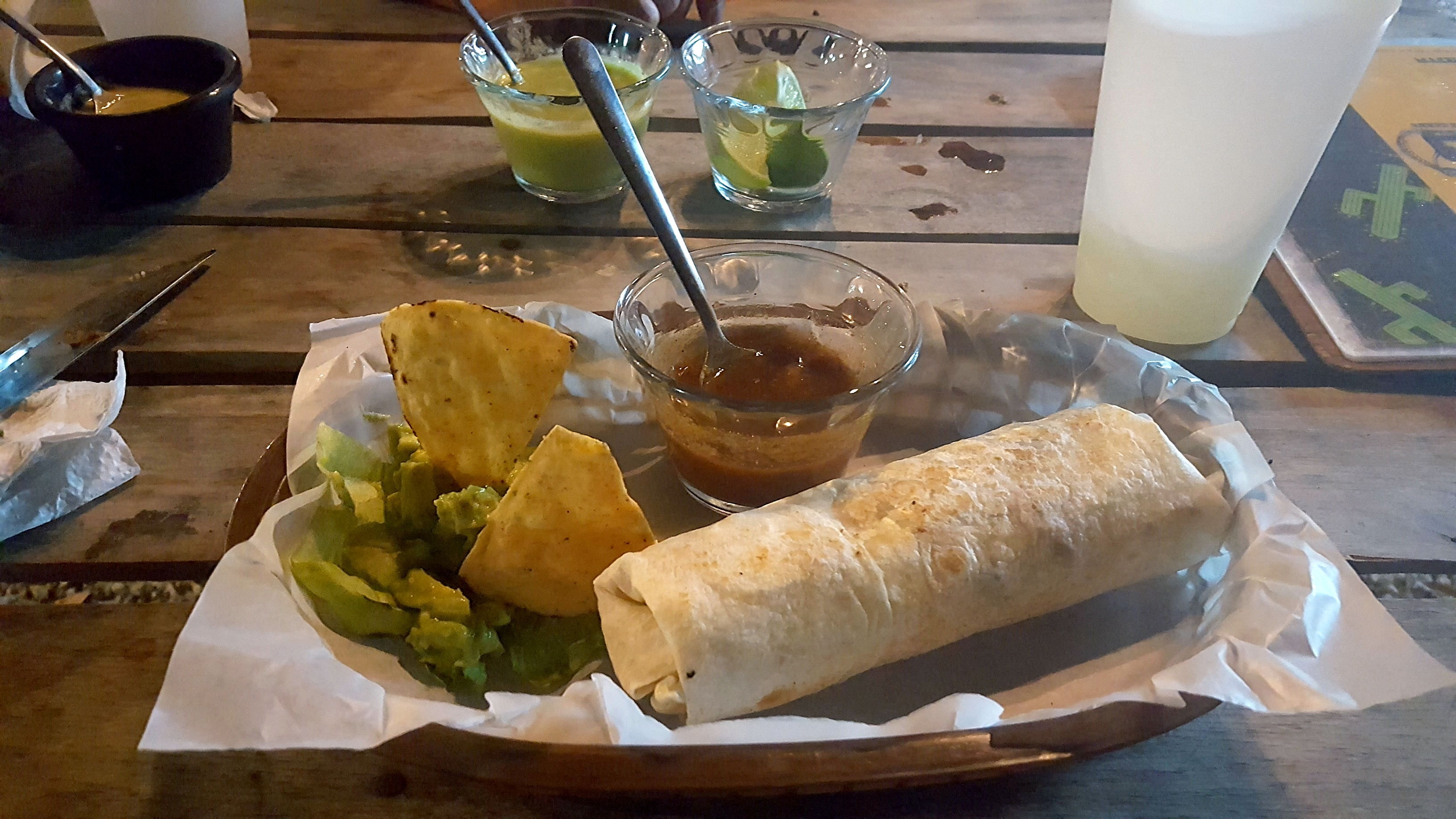
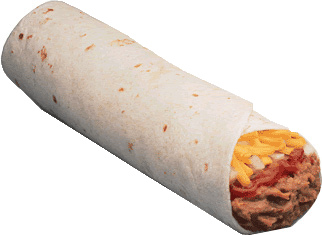